# Ламас, Хосе Анхель
Хосе́ А́нхель Ла́мас (исп. José Ángel Lamas; 2 августа 1775, Каракас, Испанская империя, ныне Венесуэла — 10 декабря 1814, там же) — венесуэльский композитор, фаготист и гобоист.

## Биография
Был певчим и фаготистом в кафедральном соборе Каракаса. Автор культовых сочинений: месс, реквиемов, мотетов, ламентаций, Miserere и других (всего свыше 40). Самое известное сочинение — месса «Popule meus» для 3 голосов и 8 инструментов (1801).
Уже в получившей независимость Венесуэле был похоронен в церкви Сан Пабло в Каракасе, пока по приказу Антонио Гусмана Бланко собор не был снесён, а на его месте построен Муниципальный театр Каракаса.

## Память
- Его имя носит муниципалитет Хосе Анхель Ламас[исп.] в венесуэльском штате Арагуа.
- Имя композитора присвоено также Высшей музыкальной школе в Каракасе.
- Главный хоровой коллектив Венесуэлы «Орфеон Ламас» тоже носит имя соотечественника.